# Gastone V di Béarn
Gastone di Gabarret, in spagnolo Gastón, catalano Gastó, francese e occitano Gaston (1148 circa – 30 aprile 1170), fu visconte di Béarn dal 1153 alla sua morte.

## Origine
Gastone, secondo La Vasconie. Tables Généalogiques, era l'unico figlio maschio del visconte di Béarn e visconte di Gabarret, Pietro I, e di Matella di Baux (1125 - 1175), figlia di Raimondo I di Baux, italianizzato in Raimondo I del Balzo, 4° signore di Les Baux, e di Stefanetta di Provenza, sorella minore di Dolce di Carlat, e figlia del visconte di Millau, di Gévaudan, e di Carlat, Gilberto I di Gévaudan e della Contessa di Provenza, Gerberga (come ci viene confermato dalle Note dell'Histoire Générale de Languedoc, Tome II).

Pietro di Béarn e di Gabarret, secondo il Cartulaire de Sainte Foi de Morlaas era il figlio maschio della Viscontessa di Béarn, Guiscarda, e del visconte di Gabarret, Pietro di Gabarret detto "Soriquers", che, secondo il documento n° XXVIII del Cartulaires du Chapitre de l'église métropolitaine Sainte-Marie d'Auch, era figlio del visconte di Gabarret, Pietro Ruggero e della sua seconda moglie, Agnese.

## Biografia
Secondo il Vizcondes de Gabarret y Brulhois, suo padre, Pietro I, morì, nel 1153, e sua nonna, Guiscarda, divenne reggente per Gastone, divenuto il visconte Gastone V, ancora minorenne.

Sua nonna, Guiscarda morì nel mese di aprile del 1154, e la tutela di Gastone V, fu affidata al Conte di Barcellona, Gerona, Osona e Cerdagna e principe d'Aragona, Raimondo Berengario IV di Barcellona, cugino primo di sua madre, che di fatto governò la viscontea, fino al raggiungimento della maggior età da parte di Gastone.
Sua madre, Matella di Baux, dopo essere rimasta vedova, nel 1155, si sposò, in seconde nozze, con Centullo, futuro Conte di Bigorre e visconte di Marsan.
Gastone V governò la contea per pochi anni, ricevendo la signoria di Fraga al posto della signoria di Huesca, sempre in Aragona.
Gastone V, sempre secondo La Vasconie. Tables Généalogiques, morì il 30 aprile 1170, dopo essere divenuto monaco dell'ordine di San Giovanni.
Gli succedette la sorella, Maria.

## Matrimonio e discendenza
Ancora secondo La Vasconie. Tables Généalogiques, Gastone V, nel 1165, dopo essere divenuto maggiorenne, aveva sposato, Sancha di Navarra (1148 - 1176), figlia del re di Pamplona, il primo re che adottò definitivamente il titolo di Re di Navarra, García Ramírez detto il Restauratore, e della sua seconda moglie Urraca Alfonso di Castiglia, che secondo la Chronica Adefonsi imperatoris I era figlia illegittima del re di León e Castiglia Alfonso VII l'Imperatore e della figlia del conte asturiano, Pedro Diaz, Gontroda Pérez.

Sancha di Navarra, dopo essere rimasta vedova, nel 1173,  aveva sposato, in seconde nozze, il conte Pedro Manrique de Lara (?-1202), secondo Signore di Molina e Mesa e tredicesimo visconte di Narbona.

Gastone V da Sancha di Navarra non ebbe discendenza.

### Fonti primarie
- (LA)  Cartulaires du Chapitre de l'église métropolitaine Sainte-Marie d'Auch
- (LA)  Cartulaire de Sainte Foi de Morlaas
- (EN)  The Chronicle of Alfonso the Emperor

### Letteratura storiografica
- (FR)  Histoire générale de Languedoc, tomus II.
- (FR)  LA VASCONIE.
- (FR)  Histoire générale de Languedoc, Notes, tomus II.